# جساوة
الجساوة (بالإنجليزية: Induration)‏ هو مصطلح في علم الأمراض يشير إلى تصلب منطقة في الجسم نتيجة لالتهاب أو فرط الدم أو ارتشاح ورم أو أن جزءا من الجسم قد حدثت فيه هذه الحالة. في أكثر الحالات يستخدم هذا المصطلحات في الحالات الجلدية، كما في حالات الحمامى.